# M-LOK

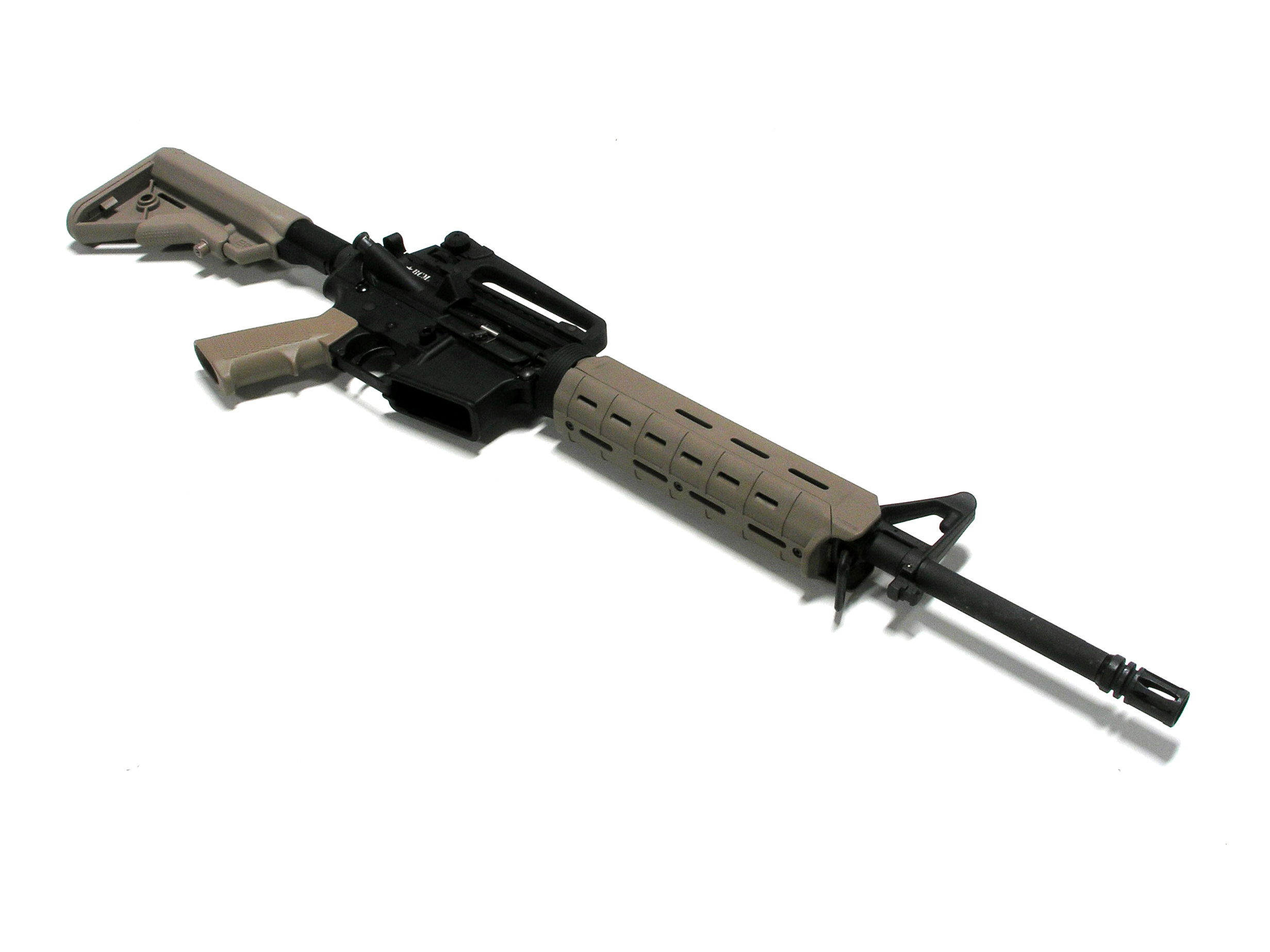
Цевьё Magpul MOE M-LOK на тюнингованной AR-15

M-LOK, или англ. Modular Lock, — это система рельсового интерфейса для стрелкового оружия, разработанная и запатентованная компанией Magpul Industries. Лицензия на производство аксессуаров, использующих M-LOK, предоставляется бесплатно по согласованию с держателем патента.
M-LOK позволяет крепить аксессуары непосредственно в сквозные гнёзда, располагающиеся на деталях оружия. Конкурирует с открытым стандартом KeyMod от компании VLTOR в качестве замены широко распространённой системы планок Пикатинни.
Цевьё или ложа с M-LOK или KeyMod тоньше, легче, более гладкие и обеспечивают лучшее охлаждение ствола, чем с планками Пикатинни. Также эти стандарты позволяют установить аксессуары только на те места, где это необходимо. В то же время цевьё со встроенной системой Пикатинни обычно имеет планки по всей длине: в результате оно  более тяжёлое и громоздкое, имеет острые края и ухудшает охлаждение ствола.
Систему M-LOK можно рассматривать как развитие системы крепления Magpul Original Equipment (MOE), однако они не полностью совместимы. Хотя новые аксессуары M-LOK могут быть использованы на более старых цевьях с гнёздами MOE, если используется переходная пластина, не существует адаптера для использования старых аксессуаров MOE на более новых цевьях с M-LOK.

## История
Прототип системы MOE был представлен компанией Magpul в конце 2007 года вместе с прототипом автомата Masada (впоследствии получившим название Adaptive Combat Rifle). В 2008 году компания Magpul выпустила систему MOE, которая стала использоваться для установки на цевьях серии MOE, и одновременно с этим были выпущены совместимые аксессуары, такие как переходники на Пикатинни, крепления для фонарей непосредственно в гнёзда MOE, рукоятки, адаптеры для сошек и т. д.
Стандарт для системы MOE так и не был официально опубликован, а недостатком системы было то, что требовался доступ к обратной стороне детали, на которую устанавливались аксессуары, что ограничивало её применение. В системе MOE используется приварная гайка, которую необходимо вручную устанавливать на внутреннюю часть цевья перед монтажом, что делает систему непригодной для использования на оружии с вывешенным стволом. Кроме того, в зависимости от типа аксессуара, расстояние между пазами MOE могло быть недостаточно малым или равномерным, что мешало стрелку размещать аксессуары в соответствии с его предпочтениям.

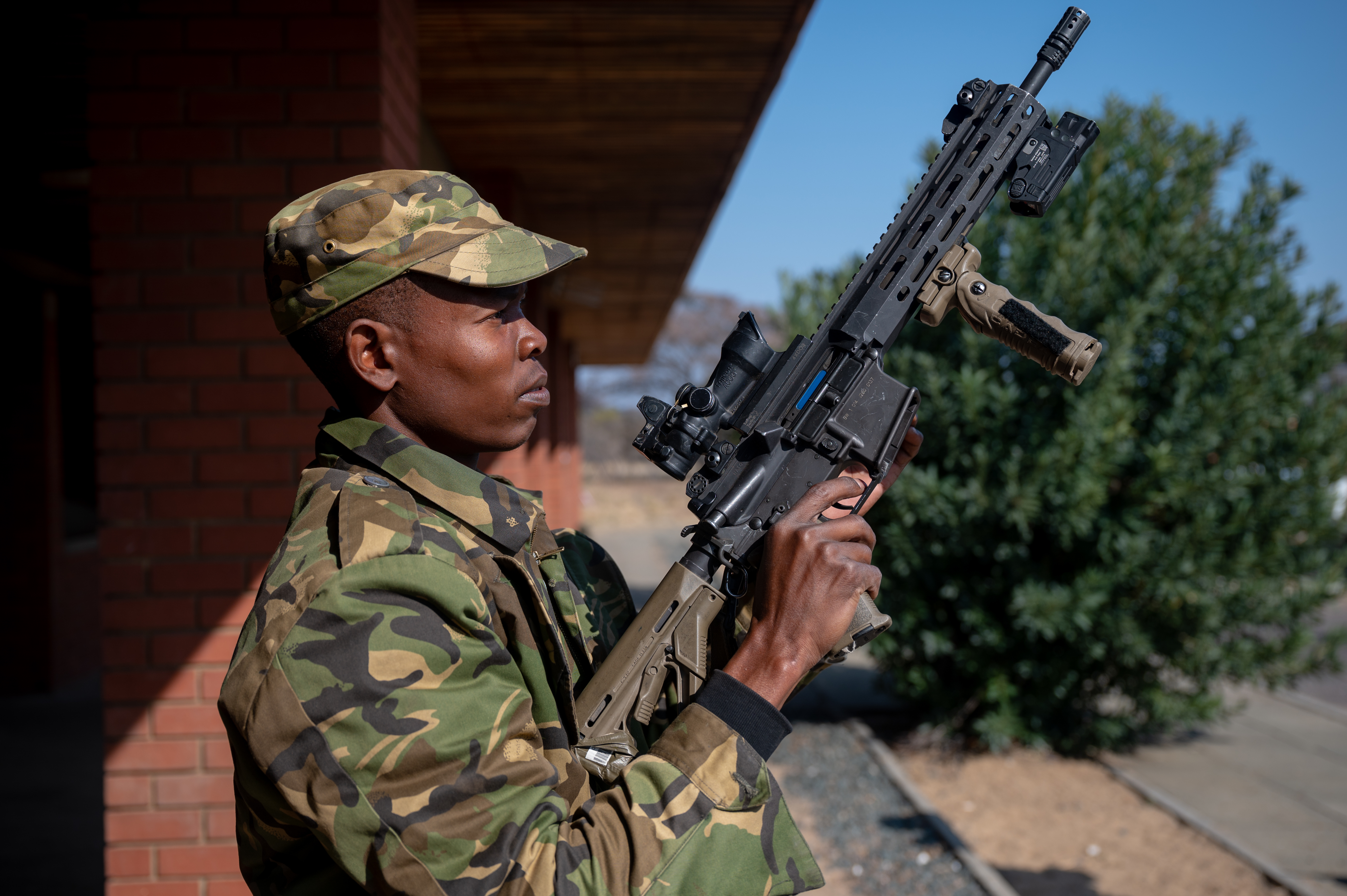
Автомат Colt Canada MRR с гнёздами M-LOK на цевье

Признав недостатки системы MOE, компания Magpul разработала новый стандарт крепления M-LOK, который был выпущен в 2014 году взамен существующей системы MOE. Стандарт M-LOK включает в себя метрические размеры вместо дюймовых и предполагает использование Т-образной гайки, которая при установке в гнёзда проворачивается не более, чем на 90 градусов, и применение фиксатора резьбы, что делает его подходящей для применения на оружии с вывешенным стволом. M-LOK был разработана для использования как на металлических, так и на полимерных деталях.

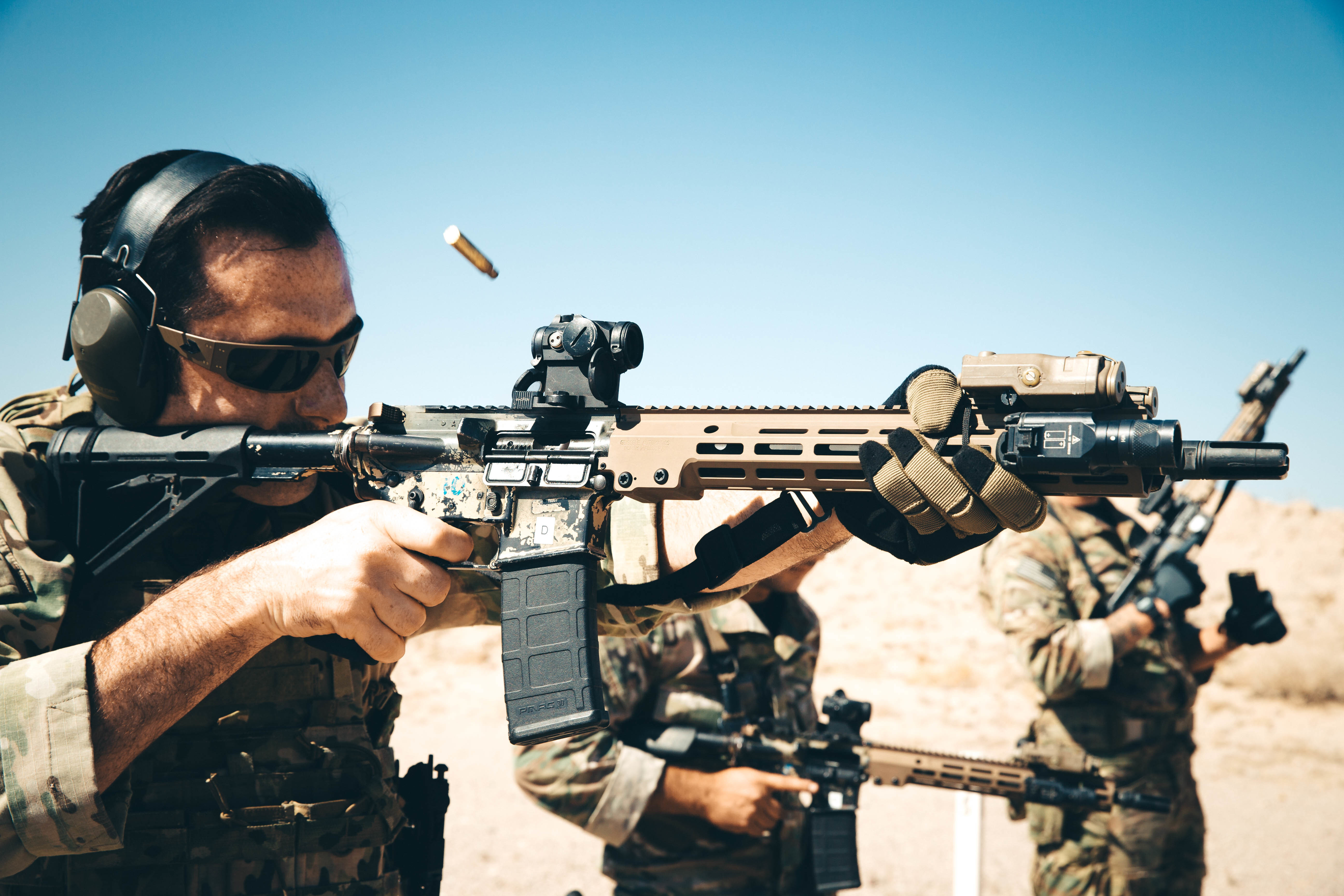
Цевье Geissele с гнёздами M-LOK на карабине M4 в варианте URG-I

В 2016 году компания Colt Canada разработала и выпустила винтовку Modular Rail Rifle (MRR), на которой ствольная коробка является единой деталью с цевьём, оснащённым системой крепления M-LOK. В 2017 году несколько компаний стали выпускать цевья с гнёздами M-LOK, а также такие аксессуары, как переходники на Пикатинни, вертикальные передние рукоятки, сошки, антабки и крепления для фонарей.
В 2017 году NSWC-Crane провели сравнительные испытания M-LOK и KeyMod для нужд USSOCOM. В кратком отчёте указано, что при сопоставимых показателях прочности M-LOK значительно превосходит KeyMod в повторяемости установки аксессуаров, испытаниях на падение и предельную нагрузку.
В 2018 году USASOC была запущена программа, направленная на дальнейшее повышение долговечности и надёжности SOPMOD Block II за счёт внедрения дополнительных усовершенствований компонентов (Upper Receiver Group-Improved, URG-I). Основными усовершенствованиями стали облегчённое вывешенное цевьё Geissele Mark 16 с гнёздами M-LOK, облегчённый холоднокованный ствол Daniel Defense и газоотводная система средней длины. Используется на карабинах M4A1 и на CQBR MK18 URG-I.

## Лицензирование

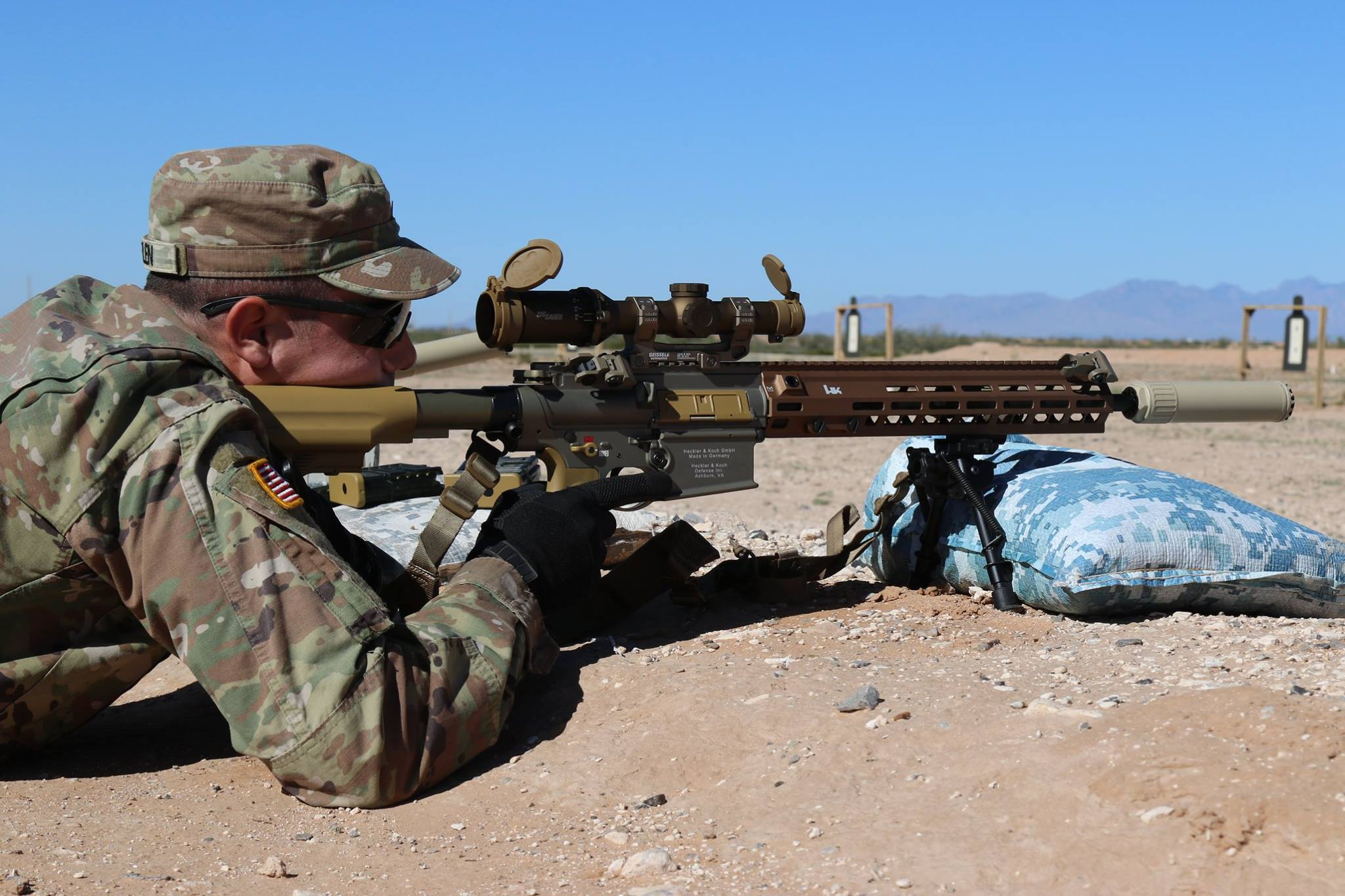
Цевье Geissele с гнёздами M-LOK на винтовке M110А1

Хотя лицензия на использование M-LOK предоставляется бесплатно, она не является свободно распространяемой, и поэтому производители должны получить лицензию от Magpul, прежде чем выпускать продукцию, использующую стандарт M-LOK. Представители Magpul утверждают, что обеспечивает больше возможностей для контроля над тем, чтобы все продукты, использующие M-LOK, были изготовлены в соответствии со спецификациями, обеспечивающими совместимость. Участие в программе открыто для любого заинтересованного производителя.
Хотя Magpul описывает лицензию как «свободную», её значение не совпадает с более распространённым значением, изначально установленным в компьютерных кругах. Компьютерная «свободная лицензия» означает свободу использования, в то время как Magpul лишь предлагает лицензию бесплатно при соблюдении ряда условий (аналогично ПО с доступным исходным кодом).

## Технические характеристики

### Характеристики системы
Размеры гнёзд M-LOK доступны в Интернете. Точки крепления аксессуаров M-LOK должны располагаться на расстоянии 20 мм друг от друга, аксессуары могут крепиться как непосредственно в гнездо, так и в несколько соседних гнёзд, что позволяет регулировать положение аксессуаров с меньшими интервалами, чем длина гнезда. Гнёзда M-LOK на цевье имеют длину около 32 мм и ширину 7 мм и должны располагаться на расстоянии 8 мм друг от друга. Радиус углов составляет примерно 2,38 мм.

### Характеристики аксессуаров
Т-образные гайки имеют разные значения усилия затяжки в зависимости от материала цевья:
- 4,0 Н·м для крепления металлических аксессуаров к металлическим цевьям.
- 1,7 Н·м для крепления полимерных или металлических аксессуаров к полимерным цевьям.
- 1,7 Н·м для крепления полимерных аксессуаров к металлическим цевьям.

Крепёжные винты многих американских производителей часто имеют резьбу № 8-32 TPI или № 10-24 TPI UNC, которые имеют основные диаметры резьбы 4,166—0,794 мм и 4,826—1,058 мм. Многие аксессуары M-LOK, представленных на международном рынке, для снижения стоимости используют винты с метрической резьбой M4 или M5.
При выборе инструмента для сборки, помимо размера резьбы, также имеет значение тип головки винта. Шестигранные ключи широко используются в огнестрельном оружии, но метрические и дюймовые шестигранные ключи, как правило, несовместимы. Можно повредить инструмент и винт, выбрав слишком маленький инструмент для крепежа, что может произойти при использовании дюймового инструмента на метрическом крепеже, или наоборот. Исключение составляют шестигранные ключи 4 мм, которые почти полностью совпадают по размеру с 5⁄32 дюйма (3,97 мм). Во многих отраслях промышленности шестигранные ключи 4,0 мм (5⁄32 дюйма) предпочтительны для потребительских товаров, поскольку конечные пользователи могут успешно использовать дюймовый ключ на метрическом крепеже, и наоборот.
| M4      | 3 мм                 | 2,5 мм               |
| M5      | 4 мм                 | 3 мм                 |
| № 8-32  | 9⁄64 дюйма (3,57 мм) | 3⁄32 дюйма (2,38 мм) |
| № 10-24 | 5⁄32 дюйма (3,97 мм) | 1⁄8 дюйма (3,18 мм)  |

Размеры винта и гнезда доступны в Интернете, но размеры Т-образной гайки в настоящее время рассматриваются Госдепартаментом США на предмет того, должны ли они попадать под ограничения ITAR, и пока это не будет выяснено, чертежи остаются доступны только для граждан США.

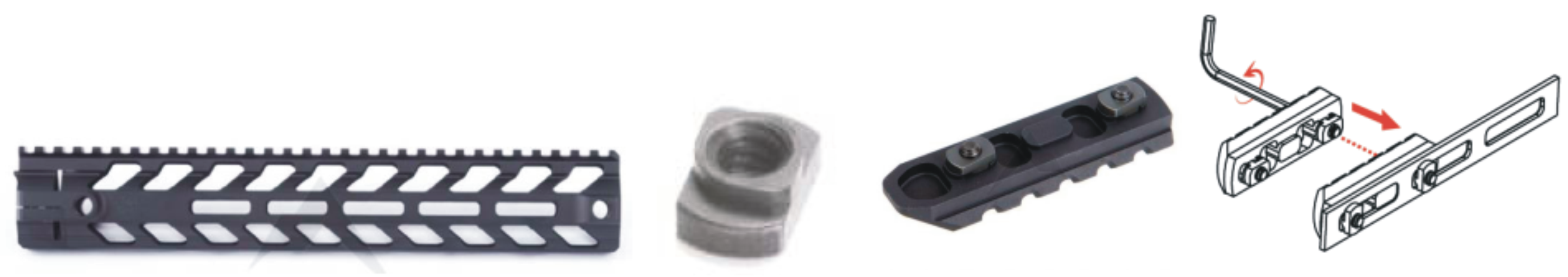
Цевьё с гнёздами M-LOK, Т-образная гайка и пример аксессуара
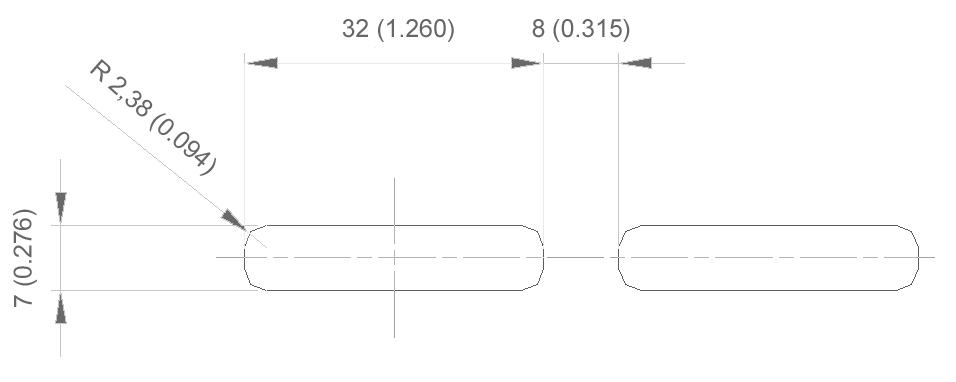
Примерные размеры гнезда M-LOK (в скобках приведены значения в дюймах)